# Десяте королівство
«Десяте королівство» (англ. The 10th Kingdom) — фентезійний мінісеріал спільного виробництва США, Великої Британії та Німеччини, про пригоди дівчини та її батька в паралельному чарівному світі, заснованому на казках, знятий у 1999 році режисерами Девідом Карсоном і Гербертом Вайзом. Серіал вперше було показано на каналі «NBC» у США, а потім у Великій Британії на каналі «Sky1».
В Україні серіал транслювався на каналах «1+1», «ТЕТ», «Новий канал», «ICTV», «СТБ», «Україна», «НЛО TV», «Інтер», «Enter-фільм» та «Cine+ Legend».

## Сюжет
Вірджинія (Кімберлі Вільямс) — звичайна молода дівчина, живе разом з батьком на околиці Центрального парку в Нью-Йорку і працює офіціанткою в гриль-барі, але мріє відкрити свій власний ресторан. Її батько Ентоні (Джон Ларрокетт) працює доглядачем багатоквартирного будинку, сім'я живе бідно. Вірджинія рано залишилася без матері — коли їй було 7, її мати безвісти зникла.
У цей час у паралельному світі Дев'яти чарівних королівств принц Венделл (Деніел Лапейн) напередодні своєї коронації збирається здійснити візит у в'язницю, де утримують Злу Королеву (Даян Віст) — його мачуху. Але його візит зривається, оскільки королева тікає з в'язниці за допомоги Короля тролів Жартівника і його дітей та заразом обмінює тілами принца Венделла і свого собаку. Пес (справжній принц Венделл) тікає і за допомогою дзеркала подорожей переміщується до нашого виміру (Десятого королівства), де відразу потрапляє під колеса велосипеда Вірджинії, яка їхала на роботу. На пошуки пса Зла королева відправляє трьох тролів (Красуню, Силача і Пустодзвона), а також Вовка (Скотт Коен), якого звільняє у тій же в'язниці.
Потрапивши до сучасного світу, тролі швидко освоюються і виходять на Вірджинію, але вона примудряється замкнути їх у зламаному ліфті, а сама разом із собакою прямує до своєї бабусі. Тим часом Вовк дізнається в Ентоні адресу бабусі, обмінявши цю інформацію на чарівний біб, який виконує шість найпотаємніших бажань. Побачивши Вірджинію, Вовк розуміє, що закохався в неї.
Шляхи героїв знову перетинаються в Центральному парку: на книжковому ринку Вовк підбирає собі літературу, яку йому порадила читати психолог, Ентоні тікає від поліції, яка звинувачує його в пограбуванні банку (наслідок одного з бажань), Вірджинія намагається зрозуміти таємницю незвичайного пса, а трійця тролів продовжує пошуки собаки. Всі герої потрапляють крізь дзеркало в паралельний світ Дев'яти королівств. Тролі замикають Ентоні і пса в камері Злої Королеви, викрадають Вірджинію і відвозять її до королівства тролів. Вовк рятує Вірджинію і, прихопивши чарівні черевички, вони повертаються до в'язниці на допомогу Ентоні через бобовий ліс Третього королівства. Пробравшись повз охорону за допомогою чарівних черевичків Жартівника, які дозволяють стати невидимим і до того ж викликають звикання, Вірджинія і Вовк знаходять Ентоні і собаку. Всі четверо долають підземний хід і вирушають слідом за карликом Жолудем, який разом з мотлохом відвіз на човні чарівне дзеркало подорожей, без якого Вірджинія і Ентоні не зможуть повернутися до нашого світу.
Тим часом Зла Королева, ховаючись у кареті принца Венделла, де її ніхто не шукатиме, повертається до покинутого замку. Використовуючи магічні дзеркала, які їй дісталися від злої мачухи Білосніжки, вона намагається дізнатися місцеперебування принца Венделла в тілі собаки, але з'ясовує тільки, що він подорожує не один і якась магія заважає дізнатися, з ким саме. Розуміючи, що тролі повністю марні, вона посилає Мисливця (Рутгер Гауер) на пошуки собаки.
Також з'ясувалося, що Зла Королева планує захоплення влади в Четвертому королівстві, для чого збирається видати собаку в тілі принца Венделла за самого принца. Незабаром вона переконується, що цей задум вимагає набагато більше часу, ніж вона припускала. Ще однією проблемою для неї стає король тролів Жартівник, який, вийшовши з підпорядкування, вирішив силою захопити Четверте королівство, що не входить у плани Злої Королеви. За допомогою отруєних яблук вона розправляється з Жартівником і його солдатами.
Перед четвіркою героїв встає чергова проблема — Ентоні, який піддався спокусі скористатися можливостями чарівної річкової золотої рибки, яка була в човні, випадково обертає тролів і собаку-Венделла на чисте золото. Тепер уже втрьох, захопивши з собою золоту статую пса, герої вирушають за слідами карлика Жолудя крізь чарівний ліс, головною небезпекою якого вважається безжалісний Мисливець.
Дорогою вони зустрічають табір циган-браконьєрів. Після того, як Вірджинія звільняє чарівних пташок, яких раніше зловили цигани для продажу, ворожка накладає на неї прокляття — волосся Вірджинії починає рости з неймовірною швидкістю. Мисливцеві вдається захопити Вірджинію і заховати усередині величезного порожнистого дерева, але Ентоні і Вовк рятують її, поранивши Мисливця. Також за допомогою чарівних пташок, вдячних за свій порятунок, вони дістають зачаровану сокиру, якою вдається відрізати прокляте волосся Вірджинії.
Пошуки дзеркала приводять героїв до села «Маленька овечка». З'ясовується, що чарівне дзеркало купив у карлика суддя села і отримати його можна тільки за перемогу в конкурсі на найкращу пастушку. Ентоні випадково розкриває таємницю сім'ї Піпс, які довгі роки обманювали все село, і за допомогою їх чарівного колодязя перетворює золоту статую собаки назад на живу, а також допомагає Вірджинії виграти змагання. Отримавши як приз дзеркало, Тоні і Вірджинія збираються повернутися додому, але їм доводиться залишитися, оскільки Вовка звинувачують у вбивстві пастушки і йому загрожує спалення на вогнищі. Розкривши справжнього вбивцю і визволивши Вовка з біди, герої всі разом продовжують мандрівку за чарівним дзеркалом, яке волею випадку знову вислизає у них з рук, і потрапляють до Міста Поцілунків — найромантичнішого місця Дев'яти королівств.
Щоб отримати дзеркало, яке коштує 5000 золотих, четвірці друзів доведеться викупити його на аукціоні. Необхідну суму вони намагаються дістати, вигравши її в казино. Найбільше щастить Вовкові, і він вирішує частину виграних грошей витратити на подарунки Вірджинії, але захоплюється і в результаті грошей на дзеркало вже не лишається. Вірджинія проганяє Вовка, дізнавшись, що він витратив усі гроші на ресторан і подарунки. Тієї суми, яку «виграє» пес-принц Венделл вистачає для того, щоб брати участь у торгах, але дзеркало перекуповує Мисливець за 10000 золотих, який весь час ішов за героями. Трохи згодом, обдуривши Мисливця, Ентоні таки отримує дзеркало, але вихід з горища виявляється заблокованим. Щоб вийти, Ентоні лізе на дах, але впускає з рук дзеркало і розбиває його, тим самим накликаючи на себе сім років цілковитих невдач. Утрьох герої вирушають до Драконячої горі, де живуть гноми, які виготовили чарівне дзеркало подорожей.
У підземеллях гномів герої дізнаються, що аналогічне дзеркало подорожей знаходиться у Злої Королеви в замку. Невдаха Ентоні накликає на себе гнів гномів і, рятуючись від розправи, пошкоджує собі спину. У пошуках виходу з підземель гномів Вірджинія зустрічає духа-втілення Білосніжки, вона допомагає Вірджинії знайти упевненість в собі і виконує її бажання — зцілює і знімає прокляття безталання з Ентоні. Заглянувши в чарівне дзеркало, яке їй подарувала Білосніжка, Вірджинія бачить Злу Королеву, а Ентоні впізнає в ній свою зниклу дружину Крістін — матір Вірджинії.
Тим часом Зла Королева перевозить псевдо-принца до замку Венделла і веде підготовку до коронації. Вона задумала захопити всі дев'ять королівств, плануючи на балу вбити всіх гостей. Справжнього принца в тілі собаки також привозять до замку тролі, які об'єднали зусилля з Мисливцем.
Подальший шлях героїв лежить через зачарований ліс. У склепі Болотяної Відьми Вірджинія знаходить отруєний гребінець. Задрімавши на грибному острові, одурманені болотної водою і грибами Вірджинія і Ентоні ледь не гинуть, але прибігає Вовк, який прямував за ними від самого Міста Поцілунків, та рятує їх. Вірджинія розбирається у своїх почуттях до Вовка і визнає, що закохана в нього.
Трійця таємно проникає до замку принца Венделла і знаходить дзеркало подорожей. Мисливець і Зла Королева, котрі чекали на них, заважають повернутися до Нью-Йорка. Ситуація ускладнюється тим, що Вовк оголошує про свою відданість Королеві. Вірджинію і Ентоні замикають у темниці, звідки їм вдається втекти за допомогою мишей, які знають німецьку мову.
Тим часом пес-принц Венделл проходить три випробування перед коронацією і доводить, що він гідний стати королем Четвертого королівства, обдуривши тим самим навіть мудру Попелюшку, якій виповнилося вже понад двісті років. Гості нового короля та правителі інших восьми королівств підіймають келихи за королівський тост і падають намертво, оскільки в келихах містилася найстрашніша отрута, приготована за наказом Злої Королеви.
Поки Ентоні б'ється з тролями, Вірджинія безуспішно намагається змусити Злу Королеву згадати, що вона її дочка. Мисливець готується застрелити Вірджинію з арбалета, але його збиває з ніг Вовк, стріла летить вгору, а потім — вниз, влучаючи в самого Мисливця. Зла Королева намагається задушити Вірджинію, але вона, опираючись, дряпає королеву отруєним гребенем. Вмираючи, Крістін впізнає Вірджинію і називає «своєю маленькою дівчинкою».
«Отруєні» гості прокидаються — замість отрути Вовк підсипав їм до вина сонний порошок тролів і тільки прикидався, що він на стороні Злої Королеви. Венделл і пес повертають свої тіла, коронація відбувається за планом. Четвірка героїв отримує заслужені нагороди за порятунок дев'яти королівств, щасливі Вовк і вагітна Вірджинія повертаються до Нью-Йорка, а Ентоні залишається в Четвертому королівстві, прийнявши пропозицію короля Венделла на будівництво замку атракціонів.
Серіал закінчується словами Вірджинії:
|  | Я б хотіла сказати, що ми з Вовком жили довго і щасливо, але наше життя майже одразу потурбувала нова криза в королівствах. Та це вже інша історія, а ця історія скінчилася. Якщо кожен день проживати від щирого серця, то життя може бути довгим і щасливим, навіть, якщо триває воно недовго. Мене звати Вірджинія, і я живу на узліссі... А це кінець першої книги про Десяте королівство. Оригінальний текст (англ.) I'd like to say that Wolf and I lived happily ever after, but our lives were almost immediately interrupted by another crisis in the kingdoms. But that's not this story, this story is done. And when you live every day with all your heart, then you can be happy ever after, even if it's only for short time. My name is Virigina, and I live on the edge of the forest... And this is the end of the first book of the 10th Kingdom. |

## У ролях

### Четвірка, яка врятувала Дев'ять королівств
| Актор            | Роль                                              |
| ---------------- | ------------------------------------------------- |
| Кімберлі Вільямс | Вірджинія Льюїс                                   |
| Джон Ларрокетт   | Ентоні (Тоні) Льюїс                               |
| Скотт Коен       | Вовк                                              |
| Деніел Лапейн    | принц / король Венделл Вінстер Волтер Білосніжний |

- Вірджинія Льюїс — єдина дочка Ентоні і Крістін Льюїс. Її мати Крістін зникла, коли Вірджинії було всього сім років. З рідних у неї залишилися тільки батько і бабуся. На питання про маму Ентоні відповідав лише, що вона живе в Маямі. Вірджинія завжди вважала себе людиною далекою від пригод і намагалася бути непомітною. Добра і чуйна, Вірджинія ніколи не відмовляє нікому в допомозі.
- Ентоні Льюїс — батько Вірджинії. Коли Вірджинія була ще маленькою, Ентоні був успішним підприємцем, але прогорів, вклавши всі гроші в атракціони.
- Вовк (англ. Wolf) — напіввовк-напівлюдина, змушений приховувати своє походження через людські упередження. Закоханий в Вірджинію, хоча перший час сумнівається, чого хоче більше — любити її чи з'їсти.
- Принц / Король Венделл — онук Білосніжки і прямий спадкоємець трону Четвертого королівства. Через чари злої королеви Крістін знаходиться в шкурі її собаки, золотистого ретривера.

### Лиходії
| Актор           | Роль                                   |
| --------------- | -------------------------------------- |
| Даян Віст       | Зла королева Крістін Слевіл-Льюїс-Вайт |
| Рутгер Гауер    | Мисливець                              |
| Ед О'Нілл       | король тролів Жартівник                |
| Донн Льюїс      | троль Красуня                          |
| Г'ю О'Ґорман    | троль Здоровань                        |
| Джеремі Біркетт | троль Пустодзвін                       |

- Зла Королева — Крістін Льюїс була красивою і багатою. Однак визнавши шлюб із Тоні Льюїсом і народження дочки помилкою, в нападі відчаю намагається втопити Вірджинію у ванні. Втікши з дому і почувши поклик злої мачухи Білосніжки — Болотної Відьми, через портал в Центральному парку переміщається до світу Дев'яти королівств, де стає знаряддям помсти злої відьми. Отруївши батьків принца Венделла, вона потрапляє до Меморіальної в'язниці Білосніжки, де проводить сім років, виношуючи плани помсти.

### Нейтральні
| Актор          | Роль                                    |
| -------------- | --------------------------------------- |
| Кемрін Мангейм | Білосніжка                              |
| Енн-Маргрет    | Попелюшка                               |
| Ворвік Девіс   | карлик Жолудь                           |
| Джиммі Нейл    | гоблін Глиняне обличчя (англ. Clayface) |
| Мойра Лістер   | Бабуся Вірджинії                        |

## Знімальна група
- Художники-постановники: Роб Гіндс, Джуліан Фуллалав
- Художник по костюмах: Джілл Тейлор
- Оператори-постановники: Лоуренс Джонс, Кріс Говард BSC
- Монтажери: Кріс Вімбл, Ендрю Макклелланд
- Композитор: Енн Дадлі
- Асоційований продюсер: Тед Морлі
- Виконавчі продюсери: Роберт Гелмі-старший, Роберт Гелмі-молодший
- Продюсери: Джейн Проуз, Саймон Мур, Браян Істман
- Автор сценарію: Саймон Мур
- Режисери: Девід Карсон та Герберт Вайз
  - Спільне виробництво: Hallmark Entertainment (США), Carnival Films та Production Line (Велика Британія), Babelsberg International Film Produktion (Німеччина)

## Шість бажань Ентоні Льюїса
Ентоні Льюїс отримує від Вовка чарівний «біб» в обмін на інформацію про місцезнаходження своєї дочки Вірджинії. Цей «біб» насправді є фекаліями дракона, Вовк говорить Ентоні, що він повинен цей «біб» проковтнути і тоді зможе виконати для себе шість бажань. Але попереджає його, що не можна повторювати вже загадані бажання і не можна загадати понад шість бажань. Виконання цих бажань створює деякі з важливих для сюжету проблем.
1. Щоб господар Ентоні Льюїса, який взяв його до себе на роботу, і всі родичі цього господаря, плазували перед Ентоні і стали його вічними рабами — раби виявилися надто надокучливими, не сміючи нічого робити без дозволу Ентоні та виконуючи кожен наказ буквально.
2. Ентоні Льюїс побажав забезпечити себе нескінченним запасом пива в холодильнику — кількість пива збільшувалася в геометричній прогресії щоразу, як його взяти, поки його не стало надто багато.
3. Щоб у домі було щось, що саме прибирало б квартиру і при цьому не треба було і пальцем поворухнути — пилосос став їздити сам і засмоктувати все, що опинялося на його шляху.
4. Мільйон доларів — гроші виявилися вкраденими з банку і Ентоні опинився під підозрою як злодій.
5. Ентоні Льюїс побажав врятуватися з поліцейської машини, в якій його везли до відділку.
6. Ентоні побажав розуміти пса, який прямував за його дочкою Вірджинією по п'ятах і намагався щось їй сказати — лише Ентоні міг його розуміти.

Ентоні Льюїс зовсім забув попередження Вовка. І коли він разом зі своєю дочкою Вірджинією опинився в чарівному світі Дев'яти королівств, а потім потрапив у Меморіальну державну в'язницю Білосніжки, він спробував перед начальником цієї тюрми згадати сьоме бажання: «Щоб вони разом з Вірджинією опинилися у себе вдома, в Нью-Йоркській квартирі», але цього разу у нього нічого не вийшло і він, виплюнувши проковтнуту драконову фекалію, з сумом і печаллю переконався, що витратив повністю всі свої бажання.

## Королівства

Карта Дев'яти королівств

Дев'ять чарівних королівств розташовані на континенті, що має обриси Європи. Сама назва «Десяте королівство», яку тролі дали Нью-Йорку є аналогією до Нового світу.
| Назва                | Опис | Офіційний колір | Прототип                 |
| -------------------- | --- | --------------- | ------------------------ |
| Перше королівство    | Першим королівством править королева Попелюшка. Це найдавніше і найбагатше з усіх дев'яти королівств. Його жителі зарозумілі і романтичні, закохуються і одружуються із загрозливою швидкістю. Хронічні розводи привели до достатку зведених братів і сестер. Королівство консервативне, старомодне і найбільш прихильне до традицій. Королева Попелюшка ще жива, але їй виповнилося вже 200 років.                                                                                               | Блакитний       | Італія                   |
| Друге королівство    | Країна диких лісів, в яких бродять страшні вовки. Тут багато пекарів, кухарів і пряничних будиночків. Королівство фактично розділене на північну і південну частини. Королева Червона шапочка Третя править північною частиною, а Велика Гретель — південною. Громадянські війни залишили королівство майже без чоловіків, і в результаті основною частиною його населення стали юні дівчатка і їхні бабусі.                                                                                      | Шоколадний      | Франція                  |
| Третє королівство    | Королівством управляють тролі та велетні. Давним-давно на цих землях Хоробрий Джек посадив бобове зернятко. Відтоді усе третє королівство заросло величезними бобами. Вікові стебла висмоктали з землі всі соки, і в результаті на ній більше нічого не росте. Велетні живуть у хмарах і поступово вимирають через алкоголізм та низьку народжуваність. Тролі заправляють на спорожнілій землі. Це велике й занедбане королівство з військовою формою правління.                                  |                 | Іспанія                  |
| Четверте королівство | Саме в цьому королівстві колись давно народилася і стала королевою Білосніжка. Поточним правителем є принц Венделл, раніше залишаючись у тіні Білосніжки. Його батьки були отруєні злою королевою Крістін Льюїс. Четверте королівство розташоване в центрі казкових земель і межує з усіма іншими королівства. Цим і пояснюється його найважливіше стратегічне значення. | Зелений         | Німеччина                |
| П'яте королівство    | П'ятим королівством управляє Голий король VI. Тут буйно процвітають всілякі надмірності. Головне заняття товстих і жадібних мешканців королівства — фестивалі пива і сосисок. Брехливість і продажність вважаються тут цілком нормальним явищем. | Бузковий        | Східнослов'янські країни |
| Шосте королівство    | Колись шостим королівством правила королева Рапунцель. Все його населення, включно зі Сплячою красунею, багато століть тому було занурене у сон, і ніхто не може розбити багатовікові чари. Королівство оточене гігантської колючою стіною. Тільки найкмітливіші мандрівники можуть обійти безліч розставлених пасток і проникнути до королівства. | Рожевий         | Велика Британія          |
| Сьоме королівство    | Правителі — королева ельфів Листопад і король ельфів Олаф. Це королівство можна бачити тільки на світанку або під час заходу. На спині у ельфів ростуть маленькі крильця. Ці чарівні створіння живуть на берегах великих озер. За природою вони ні доброзичливі, ні ворожі. Одягаються вони в одяг всіх кольорів веселки. |                 | Польща                   |
| Восьме королівство   | У Восьмому королівстві править Снігова королева. Воно повністю вкрите снігом і льодом. Тут панують злість і жорстокість. Біля фіордів півдня стоять кілька риболовецьких селищ, північ же майже повністю дика. Люди тут замкнуті і вкрай ворожі до чужинців. Вони обожнюють тварин і вірять у магію. Снігова королева жадає правити всіма дев'ятьма королівствами. | Білий           | Скандинавські країни     |
| Дев'яте королівство  | Королівство населене гномами. Це світ підземних ходів і тунелів, що проходять під поверхнею всіх інших королівств. Раніше в них жили дракони, тепер там знаходиться могила Білосніжки. Гноми роблять чарівні дзеркала і відрізняються крайньою підозрілістю. Вони займаються банківськими операціями у всіх дев'яти королівствах. Єдине надземне поселення — невелике, але успішне банківське місто. Гноми, котрі зберегли любов до покійної Білосніжки, живуть в союзі з Четвертим королівством. |                 | Швейцарія                |
| Десяте королівство   | Всі жителі Дев'яти королівств знають перекази про таємниче Десяте королівство. Відколи діти короля тролів Жартівника проникли крізь чарівне дзеркало і опинилися в Нью-Йорку, його існування більше не міф. Це країна високих технологій та перенаселених міст. Це королівство відоме і під іншою назвою — Сполучені Штати Америки. |                 | США                      |

## Саундтрек
У лютому 2000 року видавництвом «Varese Sarabande» було випущено альбом, який містив саундтрек до серіалу «Десяте королівство». Автором музики є Енн Дадлі. До альбому ввійшли 22 інструментальні композиції і одна пісня із титрів у виконанні Міріам Стоклі.
| №  | Трек                                    | Час  |
| -- | --------------------------------------- | ---- |
| 1  | The 4 Who Saved the 9 Kingdoms          | 2:40 |
| 2  | Standing on the Edge of Greatness       | 1:50 |
| 3  | Six Glorious Wishes                     | 2:03 |
| 4  | Addicted to Magic                       | 2:43 |
| 5  | The House of White                      | 2:44 |
| 6  | Troll Trouble                           | 3:45 |
| 7  | Flowers Only Grow Where There Are Seeds | 2:18 |
| 8  | The Dwarves of Dragon Mountain          | 2:32 |
| 9  | Nothing Escapes the Huntsman            | 2:26 |
| 10 | A Stepmother's Curse                    | 3:04 |
| 11 | The Dog Formerly Known as Prince        | 1:56 |
| 12 | Blood on the Snow                       | 1:28 |
| 13 | Trolls in New York                      | 1:25 |
| 14 | Trolls in New York                      | 1:59 |
| 15 | Kissing Town                            | 2:16 |
| 16 | A Gypsy Incantation                     | 2:21 |
| 17 | These Are Dark Days                     | 3:14 |
| 18 | Seven Years Bad Luck                    | 2:32 |
| 19 | The Days of Happy Ever After Are Gone   | 2:13 |
| 20 | When the Wild Moon Calls You            | 2:34 |
| 21 | Still Lost in the Forest                | 2:57 |
| 22 | Do Not Think, Become                    | 2:19 |
| 23 | Wishing on a Star                       | 1:23 |

Пісні, які звучали у серіалі, але не увійшли до офіційного саундтреку:
- «Night Fever» (Bee Gees) — пісня грала в магнітофоні, який знайшли тролі.
- «We Will Rock You» (Queen) — пісня, яку переробила Вірджинія на конкурсі найкращих овець і пастушок.
- «A Whiter Shade of Pale» (Procol Harum) — в епізоді зі співочими грибами на болоті[2].

## Рейтинг
На каналі NBC у серіалу був дуже невисокий рейтинг, і це найімовірніше стало причиною відмови знімати продовження.
У базі даних фільмів Internet Movie Database «Десяте королівство» має достатньо високий рейтинг серед відвідувачів — 8,4 бала з 10 можливих (за даними 12763 голосів).

## Номінації і нагороди
Премія Еммі у 2000 році:
- Перемога в номінації «Видатний дизайн титрів» — дизайнер титрів Тімоті Веббер.

## Цікаві факти
- Карта дев'яти королівств нагадує трохи перероблену карту Європи.
- Джон Ларрокетт, який зіграв батька Вірджинії Ентоні, також зіграв роль велетня, який переступає через міст Нью-Йорка в титрах.

## Роман
У лютому 2000 року в США видавництво «Harpercollins Entertainment» випустило книгу «Десяте королівство» (англ. The 10th Kingdom) авторів Крістін Кетрін Раш і Діна Веслі Сміта (англ. Dean Wesley Smith) під спільним псевдонімом «Кетрін Веслі». Сюжет роману засновано на одній з перших версій сценарію серіалу і, за винятком дрібних деталей, майже від нього не відрізняється.

## Трансляція в Україні
В Україні прем'єра серіалу відбулася 9 лютого 2002 року на телеканалі «Інтер» з російським багатоголосим закадровим озвученням компанії «Хлопушка». Озвучували російською українські актори: Олена Бліннікова (Вірджинія), Володимир Терещук (Вовк), Борис Вознюк (Тоні) та Людмила Чиншева (Зла королева). Повторні покази також транслювалися російською на каналах «Enter-фільм» (2002—2003), «СТБ» (2003), «ICTV» (2003—2004), «Україна» (2004) та «Новий канал» (2005—2007) з тим самим озвученням.
З 2007 по 2011 рік серіал транслювався суто українською мовою на каналі «ICTV». Серіал було озвучено багатоголосим закадровим озвученням студією «ТВ+». Ролі озвучували: Людмила Ардельян (Вірджинія), Євген Пашин (Вовк), Олександр Шепель (Тоні) та Тетяна Зіновенко (Зла королева). Повторні покази транслювалися також на каналах «1+1» (2012), «Новий канал» (2012) та «ТЕТ» (2013) з тим самим озвученням від студії «ТВ+».
Також було створено нове багатоголосе закадрове озвучення студії каналу «Україна» і транслювався на каналах «НЛО TV» (2013—2015) та «Cine+ Legend» (2016). Ролі озвучували: Анастасія Жарнікова-Зіновенко (Вірджинія), Анатолій Зіновенко (Тоні), Ярослав Чорненький (Вовк) та Ніна Касторф (Зла королева).